# 琉球の位階

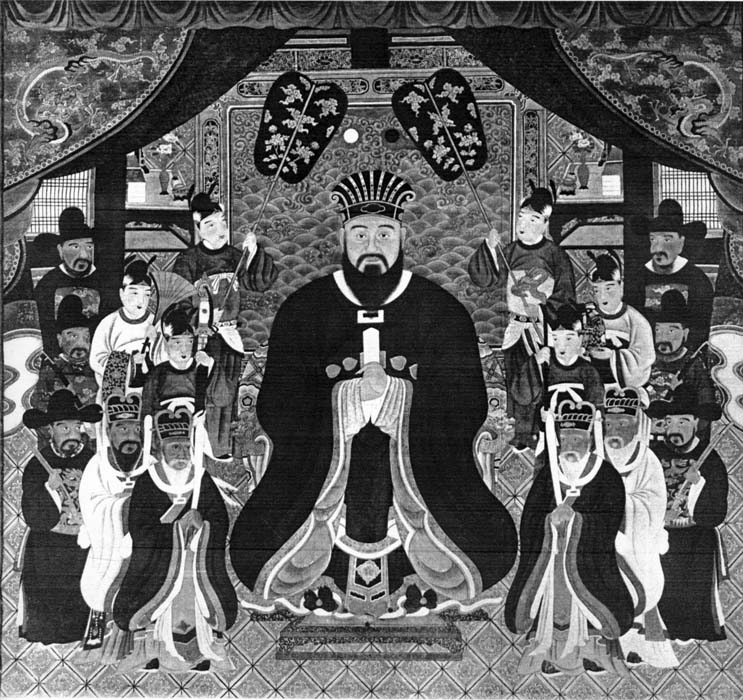
位階制度の基本を確立した尚真王

琉球の位階（りゅうきゅうのいかい）とは、沖縄本島を中心に存在した琉球王国の身分序列である。第二尚氏王統の第3代・尚真王の治世（在位1476年 - 1526年）に位階制度の基本が確立された。まず、1509年、金銀の簪（ジーファー、かんざし）によって貴賤の別を定め、次に1524年には、六色の冠（ハチマチ）によって等級が制定された。
その後、18世紀初頭に程順則らによって「琉球国中山王府官制」(1706年）が制定され、九品十八階の位階制度が確立し、1732年には、蔡温らによって位階昇進の細目を記した「位階定」が制定された。国王、王子、按司などの王族は、九品十八階のさらに上に位置し、平民はその下に位置した。

## 位階制度表
| 身分                         | 身分                         | 身分                         | 邸宅                                                 | 称号                                                 | 称号                                                                    | 品位                                                 | 位階                                                 | 久米村位階                                           | 久米村位階                                           | 簪                                                   | 冠（ハチマチ）                                       | 地頭職と采                                           | 地頭職と采                                           |                                                      |
| ---------------------------- | ---------------------------- | ---------------------------- | ---------------------------------------------------- | ---------------------------------------------------- | ----------------------------------------------------------------------- | ---------------------------------------------------- | ---------------------------------------------------- | ---------------------------------------------------- | ---------------------------------------------------- | ---------------------------------------------------- | ---------------------------------------------------- | ---------------------------------------------------- | ---------------------------------------------------- | ---------------------------------------------------- |
| 王族 （思い子部） （按司部） | 王族 （思い子部） （按司部） | 王族 （思い子部） （按司部） | 御殿                                                 | 王子                                                 | 王子                                                                    | 無品                                                 | 王子                                                 |                                                      |                                                      | 金簪                                                 | 赤地金入 五色浮織冠                                  | 按司地頭 （一間切）                                  | 大名                                                 |                                                      |
| 王族 （思い子部） （按司部） | 王族 （思い子部） （按司部） | 王族 （思い子部） （按司部） | 御殿                                                 | 按司                                                 | 按司                                                                    | 無品                                                 | 按司                                                 | 赤地五色浮織冠 黄地五色浮織冠                        |                                                      | 金簪                                                 |                                                      | 按司地頭 （一間切）                                  | 大名                                                 |                                                      |
| 上級士族 （下司）            | 上級士族 （下司）            | 上級士族 （下司）            | 殿内                                                 | 親方 （脇地頭親方）                                  | 親方 （脇地頭親方）                                                     | 正一品                                               | 紫地浮織三司官                                       | 紫地五色浮織冠 青地五色浮織冠 紫地浮織冠             | 総地頭 （一間切） 脇地頭 （一村）                    | 金簪                                                 |                                                      |                                                      | 大名                                                 |                                                      |
| 上級士族 （下司）            | 上級士族 （下司）            | 上級士族 （下司）            | 殿内                                                 | 親方 （脇地頭親方）                                  | 親方 （脇地頭親方）                                                     | 従一品                                               | 三司官                                               | 紫冠                                                 | 総地頭 （一間切） 脇地頭 （一村）                    | 金簪                                                 |                                                      |                                                      | 大名                                                 |                                                      |
| 上級士族 （下司）            | 上級士族 （下司）            | 上級士族 （下司）            | 殿内                                                 | 親方 （脇地頭親方）                                  | 親方 （脇地頭親方）                                                     | 正二品                                               | 三司官座敷                                           | 紫冠                                                 | 総地頭 （一間切） 脇地頭 （一村）                    | 金簪                                                 | 三司官座敷                                           | 三司官座敷                                           | 大名                                                 |                                                      |
| 上級士族 （下司）            | 上級士族 （下司）            | 上級士族 （下司）            | 殿内                                                 | 親方 （脇地頭親方）                                  | 親方 （脇地頭親方）                                                     | 従二品                                               | 紫官                                                 | 紫冠                                                 | 総地頭 （一間切） 脇地頭 （一村）                    | 紫金大夫                                             | 紫金大夫                                             | 花金 茎銀簪                                          | 小名級                                               |                                                      |
| 上級士族 （下司）            | 上級士族 （下司）            | 上級士族 （下司）            | 殿内                                                 | 親雲上                                               | 親雲上 里之子親雲上 （里之子家） 筑登之親雲上 （筑登之家） （新参平民） | 正三品                                               | 申口                                                 |                                                      |                                                      | 銀簪                                                 | 黄冠                                                 | 脇地頭 （一村）                                      | 小名級                                               |                                                      |
| 上級士族 （下司）            | 上級士族 （下司）            | 上級士族 （下司）            | 殿内                                                 | 親雲上                                               | 親雲上 里之子親雲上 （里之子家） 筑登之親雲上 （筑登之家） （新参平民） | 従三品                                               | 申口座                                               | 申口座                                               | 申口座                                               | 銀簪                                                 | 黄冠                                                 | 脇地頭 （一村）                                      | 小名級                                               |                                                      |
| 上級士族 （下司）            | 上級士族 （下司）            | 上級士族 （下司）            | 殿内                                                 | 親雲上                                               | 親雲上 里之子親雲上 （里之子家） 筑登之親雲上 （筑登之家） （新参平民） | 正四品                                               | 吟味役 那覇里主                                      |                                                      |                                                      | 銀簪                                                 | 黄冠                                                 | 脇地頭 （一村）                                      | 小名級                                               |                                                      |
| 上級士族 （下司）            | 上級士族 （下司）            | 上級士族 （下司）            | 殿内                                                 | 親雲上                                               | 親雲上 里之子親雲上 （里之子家） 筑登之親雲上 （筑登之家） （新参平民） | 従四品                                               | 座敷                                                 | 座敷                                                 | 座敷                                                 | 銀簪                                                 | 黄冠                                                 | 采地なし                                             | 士                                                   |                                                      |
| 一般士族 （ブンニン）        | 一般士族 （ブンニン）        | 一般士族 （ブンニン）        | 家                                                   | 親雲上                                               | 親雲上 里之子親雲上 （里之子家） 筑登之親雲上 （筑登之家） （新参平民） | 正五品                                               | 下庫理当                                             |                                                      |                                                      | 銀簪                                                 | 黄冠                                                 | 采地なし                                             | 士                                                   |                                                      |
| 一般士族 （ブンニン）        | 一般士族 （ブンニン）        | 一般士族 （ブンニン）        | 家                                                   | 親雲上                                               | 親雲上 里之子親雲上 （里之子家） 筑登之親雲上 （筑登之家） （新参平民） | 従五品                                               | 当座敷                                               | 当座敷                                               | 当座敷                                               | 銀簪                                                 | 黄冠                                                 | 采地なし                                             | 士                                                   |                                                      |
| 一般士族 （ブンニン）        | 一般士族 （ブンニン）        | 一般士族 （ブンニン）        | 家                                                   | 親雲上                                               | 親雲上 里之子親雲上 （里之子家） 筑登之親雲上 （筑登之家） （新参平民） | 正六品                                               | 下庫理勢頭                                           |                                                      |                                                      | 銀簪                                                 | 黄冠                                                 | 采地なし                                             | 士                                                   |                                                      |
| 一般士族 （ブンニン）        | 一般士族 （ブンニン）        | 一般士族 （ブンニン）        | 家                                                   | 親雲上                                               | 親雲上 里之子親雲上 （里之子家） 筑登之親雲上 （筑登之家） （新参平民） | 従六品                                               | 勢頭座敷                                             | 勢頭座敷                                             | 勢頭座敷                                             | 銀簪                                                 | 黄冠                                                 | 采地なし                                             | 士                                                   |                                                      |
| 一般士族 （ブンニン）        | 一般士族 （ブンニン）        | 一般士族 （ブンニン）        | 家                                                   | 親雲上                                               | 親雲上 里之子親雲上 （里之子家） 筑登之親雲上 （筑登之家） （新参平民） | 正七品                                               | 里之子親雲上                                         | 里之子親雲上                                         | 里之子親雲上                                         | 銀簪                                                 | 黄冠                                                 | 采地なし                                             | 士                                                   |                                                      |
| 一般士族 （ブンニン）        | 一般士族 （ブンニン）        | 一般士族 （ブンニン）        | 家                                                   | 親雲上                                               | 親雲上 里之子親雲上 （里之子家） 筑登之親雲上 （筑登之家） （新参平民） | 従七品                                               | 筑登之親雲上                                         | 筑登之親雲上 通事親雲上                              | 筑登之親雲上 通事親雲上                              | 銀簪                                                 | 黄冠                                                 | 采地なし                                             | 士                                                   |                                                      |
| 一般士族 （ブンニン）        | 一般士族 （ブンニン）        | 一般士族 （ブンニン）        | 家                                                   | 里之子 （里主）                                      | 里之子 （里主）                                                         | 正八品                                               | 下庫理里之子                                         |                                                      |                                                      | 銀簪                                                 | 赤冠                                                 | 采地なし                                             | 士                                                   |                                                      |
| 一般士族 （ブンニン）        | 一般士族 （ブンニン）        | 一般士族 （ブンニン）        | 家                                                   | 里之子 （里主）                                      | 里之子 （里主）                                                         | 従八品                                               | 若里之子                                             | 若里之子 通事                                        | 若里之子 通事                                        | 銀簪                                                 | 赤冠                                                 | 采地なし                                             | 士                                                   |                                                      |
| 一般士族 （ブンニン）        | 一般士族 （ブンニン）        | 一般士族 （ブンニン）        | 家                                                   | 筑登之 （里主）                                      | 筑登之 （里主）                                                         | 正九品                                               | 下庫理筑登之                                         |                                                      |                                                      | 銀簪                                                 | 赤冠                                                 | 采地なし                                             | 士                                                   |                                                      |
| 一般士族 （ブンニン）        | 一般士族 （ブンニン）        | 一般士族 （ブンニン）        | 家                                                   | 筑登之 （里主）                                      | 筑登之 （里主）                                                         | 従九品                                               | 筑登之座敷                                           | 筑登之座敷 通事                                      | 筑登之座敷 通事                                      | 銀簪                                                 | 赤冠                                                 | 采地なし                                             | 士                                                   |                                                      |
| 一般士族 （ブンニン）        | 一般士族 （ブンニン）        | 一般士族 （ブンニン）        | 家                                                   | 子                                                   | 子                                                                      | 無位                                                 | 子                                                   | 秀才                                                 | 品外                                                 | 銅簪                                                 | 青冠 緑冠                                            | 采地なし                                             | 士                                                   |                                                      |
| 一般士族 （ブンニン）        | 一般士族 （ブンニン）        | 一般士族 （ブンニン）        | 家                                                   | 仁屋                                                 | 仁屋                                                                    | 無位                                                 | 仁屋                                                 | 若秀才                                               | 品外                                                 | 銅簪                                                 | 青冠 緑冠                                            | 采地なし                                             | 士                                                   |                                                      |
| 平民 （百姓）                | 平民 （百姓）                | 平民 （百姓）                | 町百姓（町民）、田舎百姓（農民）、筆算人（地方役人） | 町百姓（町民）、田舎百姓（農民）、筆算人（地方役人） | 町百姓（町民）、田舎百姓（農民）、筆算人（地方役人）                    | 町百姓（町民）、田舎百姓（農民）、筆算人（地方役人） | 町百姓（町民）、田舎百姓（農民）、筆算人（地方役人） | 町百姓（町民）、田舎百姓（農民）、筆算人（地方役人） | 町百姓（町民）、田舎百姓（農民）、筆算人（地方役人） | 町百姓（町民）、田舎百姓（農民）、筆算人（地方役人） | 町百姓（町民）、田舎百姓（農民）、筆算人（地方役人） | 町百姓（町民）、田舎百姓（農民）、筆算人（地方役人） | 町百姓（町民）、田舎百姓（農民）、筆算人（地方役人） | 町百姓（町民）、田舎百姓（農民）、筆算人（地方役人） |

## 概要

### 王族

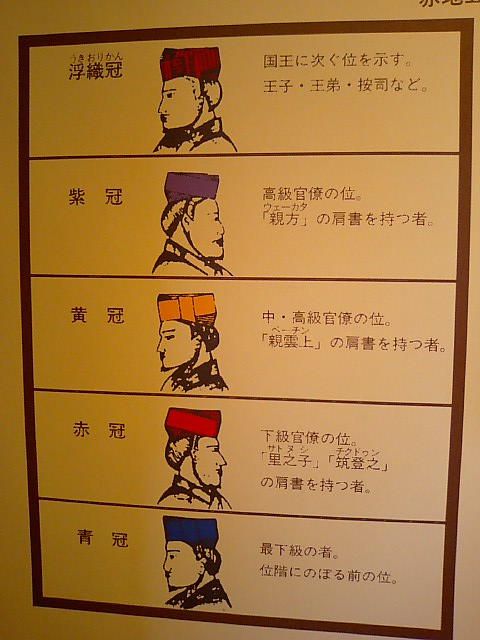
琉球王国の位階別冠（ハチマチ） 首里城で撮影

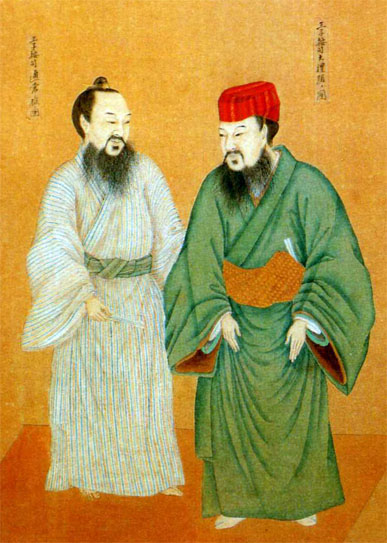
王子按司大礼服並通常服着装図。右が大礼服（五色浮織冠に緑袍）、左が通常服。

王族のことを按司部という。また、国王の子女を、古くは「おもいぐわべ（思い子部）」とも言った。「おもい」は接頭美称、「ぐわ」は子供、「べ」は階層の意味である。
王族は九品十八階のさらに上位に位置し、最高品位の無品（むほん）とされた。王子や按司は国王の親族のため、公平性を期すため最高職である摂政（シッシー）を例外とすれば、系図奉行や寺社奉行など政治には直接関わらない役職に就くことが多かった。王子、按司は一間切（今日の市町村）を采地（領地）として賜り、一括して按司地頭とも呼ばれた。また、親方部に属する総地頭と併せて、広義には総地頭とも称する。
王子、按司は、一般に采地とする間切名を家名にして今帰仁王子、本部按司などと称した。また、王子、按司の邸宅は御殿（ウドゥン）と呼ばれ、これがそのまま按司家を指す尊称にも使われた。今帰仁御殿、本部御殿のごとくである。なお馬氏国頭御殿は王族以外の御殿家としては唯一の例外である。

#### 王子（オージ）
基本的に国王の子、王叔、王弟の称号および位階名である。正室の子を直王子、側室の子は脇王子といった。また世子（世継ぎ）は中城（ナカグスク）間切を采地としたため、特に中城王子と呼ばれた。王子は一代限りで、王子の子は按司となった。
琉球で王子の称号が使われだしたのは、明の冊封を受けて、王号が使用されはじめた以降のことである。実際に王子号が用いられるようになったのは、第二尚氏王統が始まってしばらく経ってからと考えられている。第3代尚真王の時代に建立された玉陵の碑文（1501年）には、「中くすくのあんし まにきよたる（中城の按司・真仁堯樽、後の尚清王）とあるように、王子のことをまだ「あんし（按司）」と表記している。
後世の史書では、第一尚氏王統下の王の子や第二尚氏王統初期の王の子にも王子号を用いているが、これは史書編纂の折、王子に相当する人物ということで王子号を用いたのであろう。実際には当時は王の子たちも按司を称していたと思われる。
王子は、他に功績のあった按司、江戸上りの正使に任命された者、摂政に就任した按司なども賜った。この場合は、従王子と呼ばれた。羽地王子朝秀などがその例である。王子は赤地金入五色浮織冠を戴き、金簪を差した。

#### 按司（アジもしくはアンジ）
王族のうち、王子に次ぐ称号および位階名で、王子や按司の嗣子がなった。つまり、按司は王家の分家当主が賜るもので、日本の宮家当主に相当する。按司はアジまたはアンジと発音し、主（あるじ）からの転訛とも言われている。それゆえ、按司は当て字である。
元来、按司は地方の支配者やその家族など、支配者階級にある人物の称号であったが、第二尚氏王統下になると、もっぱら王族の称号および位階名となっていった。玉陵の碑文には、王の子並びに世添御殿の大按司、聞得大君の按司、佐司笠の按司というように、王母、上級神女の敬称辞としても按司が使われている。前項で見たように王の子はのちに王子と称するようになった。
当初按司の子は皆按司を称したが、尚貞王の治世の1692年以降、嗣子のみが称するように改められた。これには王府財政の問題が関わっていたとされる。按司は大功があると王子位に陞（のぼ）ることもあったが、歴代当主に功績がなければ、七代で士分に降格となった。赤地五色浮織冠か黄地五色浮織冠を戴き、金簪を差した。

### 上級士族
士族のことを、琉球では士（サムレー）と言い、俗にユカッチュ（良かる人、の意）とも言った。なお、士族という用語は、1869年（明治2年）に明治政府が各藩の藩士（一門から平士まで）の族称として用いたのが最初である。古琉球期には「下司（げす）」とも呼んだ。「崇元寺下馬碑」（1527年）に「あんしもけすもくまにてむまからおれるべし」（按司も下司もここにて馬から下りるべし）とある。
この下司と呼ばれる士族階層の中にはさらに、「あすたべ（三司官）」、「大やくもいた（大屋子もい達）」、「さとぬしべ（里主部）」、「げらへあくかべ（家来赤頭）」、「おゑか人」等の諸階層があった。「あんしもけすも」とあるように、すでに16世紀初頭には、王族（按司部、思い子部）とそれ以下の士族階層とを区別する差別意識があったことがうかがえる。近世になると、下司はギシと発音して、主として地頭職にある上級士族を指すようになった。
正一品から従四品までの士族は上級士族に相当する。士族のエリートで国政の要職を司った。親方になると、原則として一間切を采地として賜り、総地頭と呼ばれた。しかし、これは建前で実際は采地の不足から、親方位であっても脇地頭にとどまる場合が多かった。脇地頭とは、間切内の一村を采地として賜る地頭職のことである。この場合は脇地頭親方と呼ばれた。『琉球藩雑記』（明治6年）によれば、王朝末期の時点で総地頭職にある親方が14名であるのに対して、脇地頭親方は38名と実に2倍以上に上っている。
親雲上（ペークミー）は、一村を采地として賜り、脇地頭の職についた。黄冠を戴いた。親方、親雲上（ペークミー）とも、普通はその采地名から、それぞれ浦添親方、知花親雲上などと称するが、采地名が王子領や王家直領と一致をする場合は同一の呼称をさけた。具体例で言えば中城間切（中城王子領）の地頭が伊舎堂、佐敷間切（王妃領）の場合は森山と称したごとくである。親方と地頭職にある親雲上の邸宅は殿内（トゥンチ）と呼ばれ、その家柄を言う場合には、一般に豊見城殿内（とみぐすくどぅんち）や儀間殿内（ぎまどぅんち）という言い方をした。

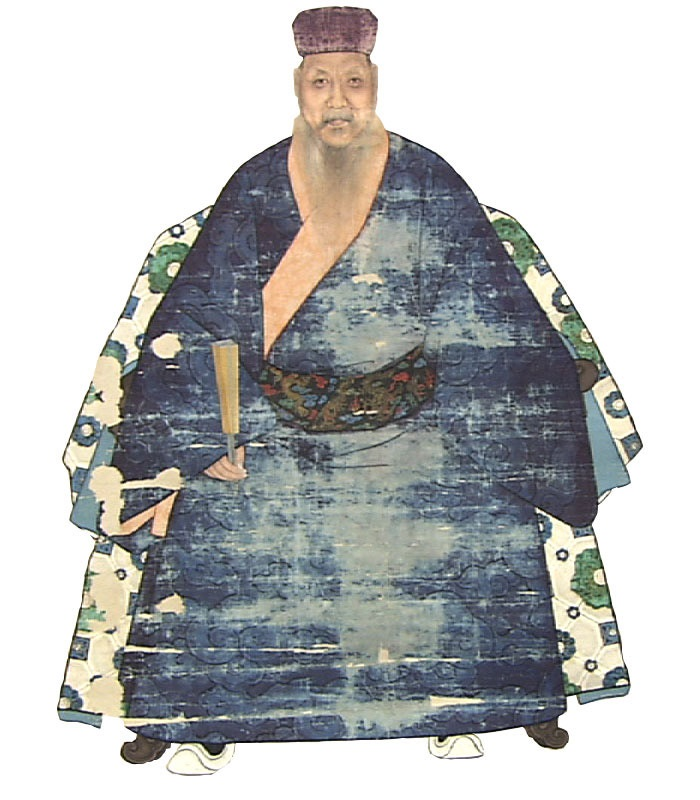
親方の図。程順則・名護親方。

#### 親方（ウェーカタ）
士族が賜る最高の称号で、国政の要職についた。親方は世襲ではなく、功績のある士族が昇るものであったので、親方の子が必ず親方になるとは限らなかった。とはいえ、その大半はやはり首里を中心とした門閥によって世襲されていた。親方は紫冠を戴き、花金茎銀簪を差した。正二品以上に昇ると、金簪を差した。
親方の称号は古くはなく、17世紀頃から使われ始めたようである。それ以前は、かなぞめ親雲上（紫の親雲上）と称した。これは紫冠に由来するものと思われる。親方は、『琉球国由来記』（1713年）の「官爵列品」の項目に、「この官爵、下種（げす）の極官なり」とあるように、士族が昇格できる最上位である。功績のある黄冠の士族に、特別に紫冠を賜ったのが親方の始まりとされる。
王族が儀典関係の閑職につくのに対して、親方は政治の実務を担当し、投票で選ばれれば三司官に就任した。王子から親方までは、それぞれ一間切の領主とされていたので、琉球では大名（デーミョー）と呼ばれた。しかし、前述したように、実際には脇地頭職に留まる「小名級」の親方の方が多かった。

#### 親雲上（ペークミー・ペーチン）
琉球の士族は、一般に親雲上（ペーチン）と呼ばれたが、その中でも采地を賜ったもの、すなわち地頭職にあるものは親雲上（ペークミー）と発音して区別された。親雲上に相当する階層を、古琉球期には「大やくもい（大屋子もい）」と呼んだ。「もい」は敬称接尾辞、「大やく」は語源不明であるが、「大役」すなわち重要な役職に就いた者を意味するのではないかとする説もある。それゆえ、後世の親雲上（訓読みで、おやくもうえ）という称号は、この「大やくもい」の当て字である。
親雲上（ペークミー）も世襲ではなく、努力次第でなることができた。さらに功績を積めば、親方位に昇格した。なお采地ではなく、名島（采地の名のみ）を賜った場合はペーチンと発音した。黄冠を戴き、銀簪を差した。

### 一般士族

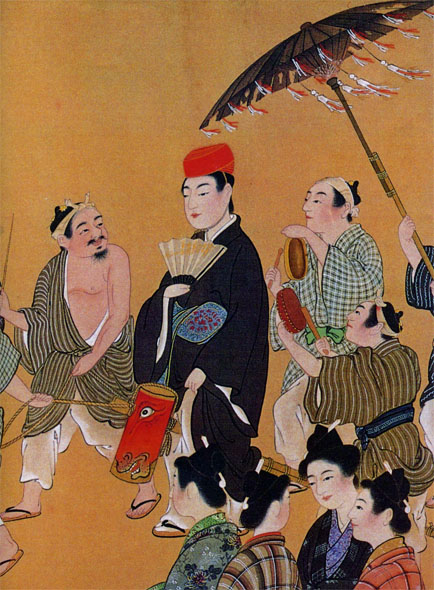
『婚姻風俗図』（比嘉華山、1868-1939)。赤冠を戴いた士族の新郎が花嫁のところへ向かう様子を描いたもの。

正五品以下の士族は一般士族に相当する。一般士族とは采地を持たない無録士のことで、琉球では「ブンニン」と呼んだ。五品、六品に昇るのにも大変な努力が必要であったが、さらに四品以上の上級士族に昇格するのは、困難を極めた。
一般士族には、里之子家（里之子筋目）と筑登之家（筑登之筋目）という二つの家格があった。里之子家は中級士族、筑登之家は下級士族に相当する。里之子家では、子 → 里之子 → 里之子親雲上 → 親雲上と出世していくのに対して、筑登之家では子 → 筑登之 → 筑登之親雲上 → 親雲上と出世していった。初位はいずれも子である。
里之子家と筑登之家の家格は固定したものではなく、筑登之家出身であっても功績を積めば親方位まで昇ることができた。その場合、里之子家に昇格した。また里之子家も功績がなければ、筑登之家へと降格した。
譜代とは古くからの士族の家柄、新参とは新たに士族になった家柄のことを言う。具体的には1689年の家譜編纂の時に、尚寧王代以前から仕官していた家柄を譜代とし、その後の仕官者、またそれ以前から仕官していても天啓・崇禎年間（1621年 - 1640年）に子孫が仕官していなければ新参とされた。
新参はほかに、訴後れ（うったえおくれ）、勲功、献金によって士族となった家柄もあった。「訴後れ」とは、1690年の家譜給賜の時点で士族と認められず、のちに申請した者達、具体的にはかつて仕官していた者やその子孫、田舎に下っていた者、進貢船の船員、近郊間切の地方役人等のことである。勲功は王府に功績のあった平民、献金は王府に多額の金銭（銅銭16万貫）を納めた者や私費で公共工事を行い、王府より認められた者達のことである。

#### 里之子親雲上（サトゥヌシペーチン）
里之子家の者が正七品に昇格すると、里之子親雲上を称した。黄冠を戴き、銀簪を差した。地頭職に任じられると、親雲上（ペークミー）を称した。

#### 筑登之親雲上（チクドゥンペーチン）
筑登之家の者が従七品に昇格すると、筑登之親雲上を称した。黄冠を戴き、銀簪を差した。地頭職に任じられると、親雲上（ペークミー）を称した。

#### 里主（サトゥヌシ）
里之子と同じ発音であるが意味は異なる。里主とは総地頭家や脇地頭家の嗣子で、家督を継いだがいまだ黄冠以下の位階（正従八・九品）の低い者を指す。例えば、親方家や親雲上家など、采地を有する名家を継いだが、当主はいまだ若年であるような場合に、里主と称した。里主とは、元来は領主の意である。
琉球の位階制度は、昇進速度が年限によって決められていたので、名家の家督を継いでも直ちに特進するわけではなかった。按司の嗣子は初位から按司に陞るが、これは例外である。

#### 里之子（サトゥヌシ）
里之子家の者が八品に昇格すると、里之子を称した。赤冠を戴き、銀簪を差した。

#### 筑登之（チクドゥン）
筑登之家の者が九品に昇格すると、筑登之を称した。赤冠を戴き、銀簪を差した。

#### 子（シー）
譜代の子弟で、無位の者を子と称した。カタカシラを結う（元服）と赤冠を戴き、銀簪を差した。

#### 仁屋（ニヤ）
新参士族の子弟で、無位の者を仁屋と称した。銅簪を差した。カタカシラを結う（元服）と緑冠を戴いた。上級平民（村役人など）の子弟で無位の者も同じく仁屋と称した。

### 平民

#### 百姓（ヒャクショウ）
琉球では、平民一般を百姓と呼んだ。首里・那覇・久米村・泊村に居住する者を町百姓、それ以外は田舎百姓というふうに呼ばれた。地方百姓のうち、地方役人に取り立てられた者は筆算人と呼ばれた。系図を持たないことから無系とも呼ばれた。真鍮の簪を差した。

## 地方役人の位階
| 役職   | 称号   | 冠（ハチマチ） |
| ------ | ------ | -------------- |
| 地頭代 | 親雲上 | 黄冠           |
| 夫地頭 |        |                |
| 捌理   |        |                |
| 文子   |        |                |

地方官吏のことを地方役人（じかたやくにん）という。筆算人、オエカ人（オエカは役職の意）とも呼ぶ。地方役人には大きく分けて間切役人と村役人の二種類がある。また沖縄本島及び離島と両先島との間にも役人制度に相違があった。
地方役人は身分は百姓（平民）であったが、上級役人になると「オエカ地」（役地、役職に応じて与えられる土地）が与えられ、王府への上納分以外は自分の取り分となった。他にも、夫地頭になると村の百姓を年2回使役できるなど種々の特権があった。このため、中間搾取や地位乱用をする悪徳役人も多く、方言のウェーキ（財産家）の語源はここから来ているという。
このことは、尚灝王の「上下やつめて、中や蔵立てて、奪い取る浮き世、治め難しや」（士族や百姓は生活を切り詰めているのに、中間にいる地方役人は蔵を建てて搾取している。治めがたい世の中である）という嘆きの琉歌からもうかがえる。

### 地頭代
地頭代（じとうだい、方言でジトゥデー）は、間切行政の現地最高責任者で、現代の村長に相当する。『球陽』の尚寧23年（1611年）の項に、「王、諸群ノ按司掟（あじうっち）ヲ裁チテ、始メテ地頭代ヲ建ツ」とあり、薩摩侵攻以後に設けられた役職である。身分は百姓であったが、在職中は名島として親雲上の称号を許され、「……親雲上」と称し、黄冠を戴いた。

### 夫地頭
夫地頭（ぶじとう、方言でブージトゥー）は、地頭代の補佐役。非常勤で、任期は一般に3年、定員は間切によって2～8名。

### 捌理
首里大屋子（シュイウフヤク）、大掟（ウフウッチ）、南風（フェーウッチ）、西掟（ニシウッチ）の4人を捌理（さばくり、方言でサバクイ）と呼んだ。捌吏、捌庫理の文字を当てる場合もある。捌（さばく）は裁く、処理するの意味の方言で、事務を処理するという意味と推測される。地頭代、もしくは夫地頭の下に位置する地方役人のエリート。

### 文子
文子（ティクグ）は、間切中の下級役人。階級や職種によって、大文子、島文子、相附（あいつけ）文子、脇文子、若文子、見習文子等の呼称がある。人数は比較的多く、例えば西原間切で66人、宜野湾間切で63名いた。